# Nevo

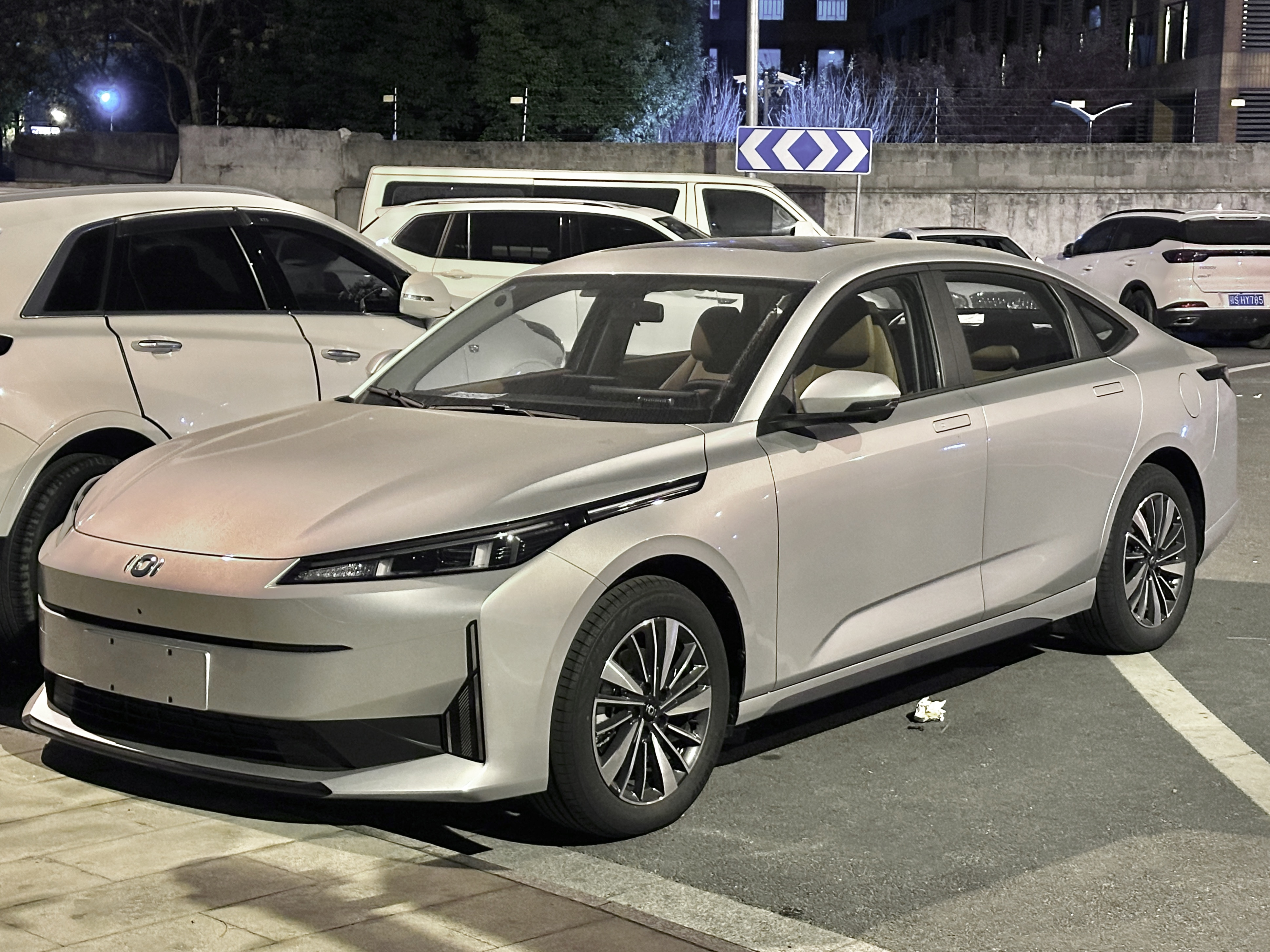
Nevo A05

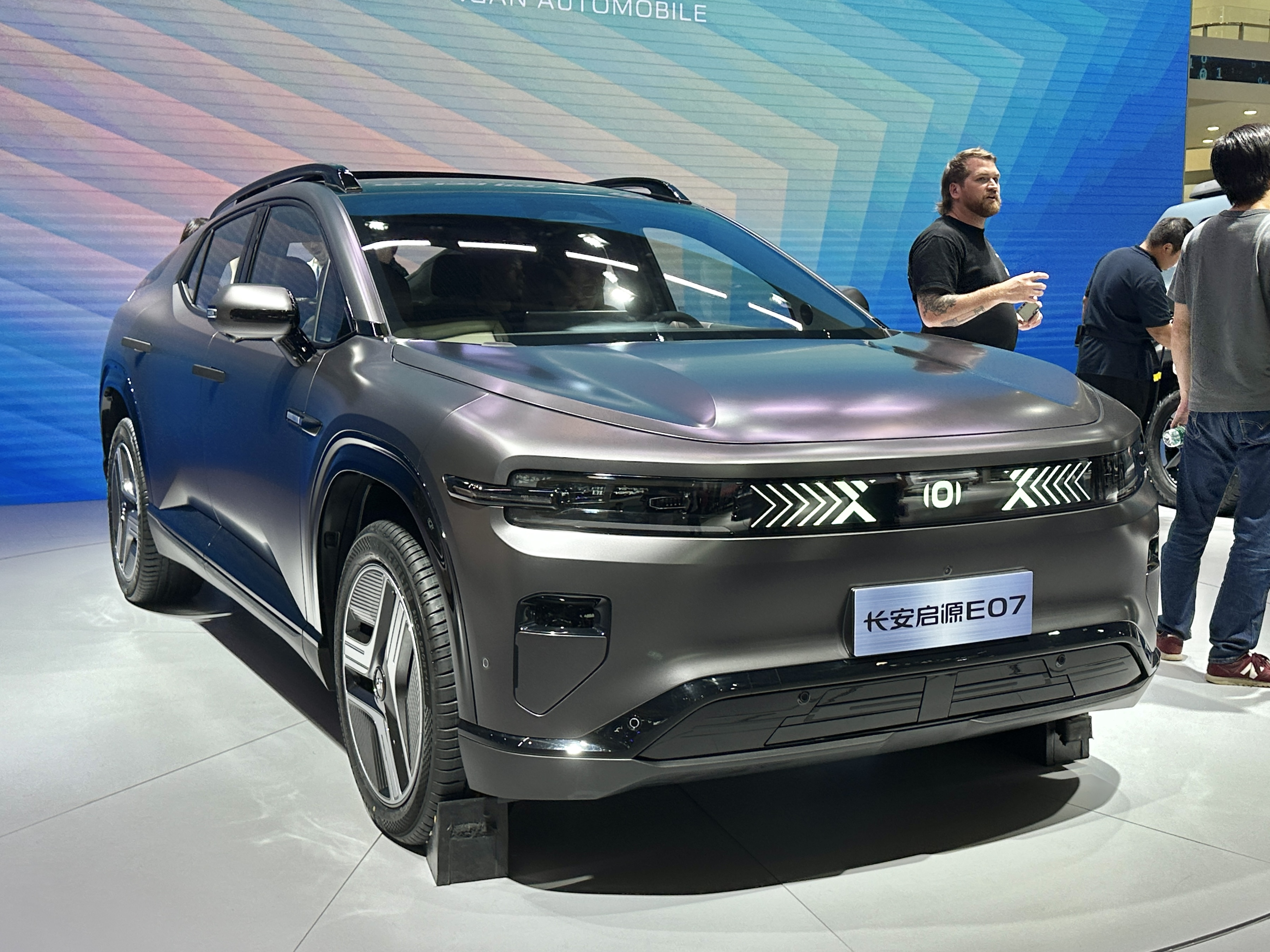
Nevo E07

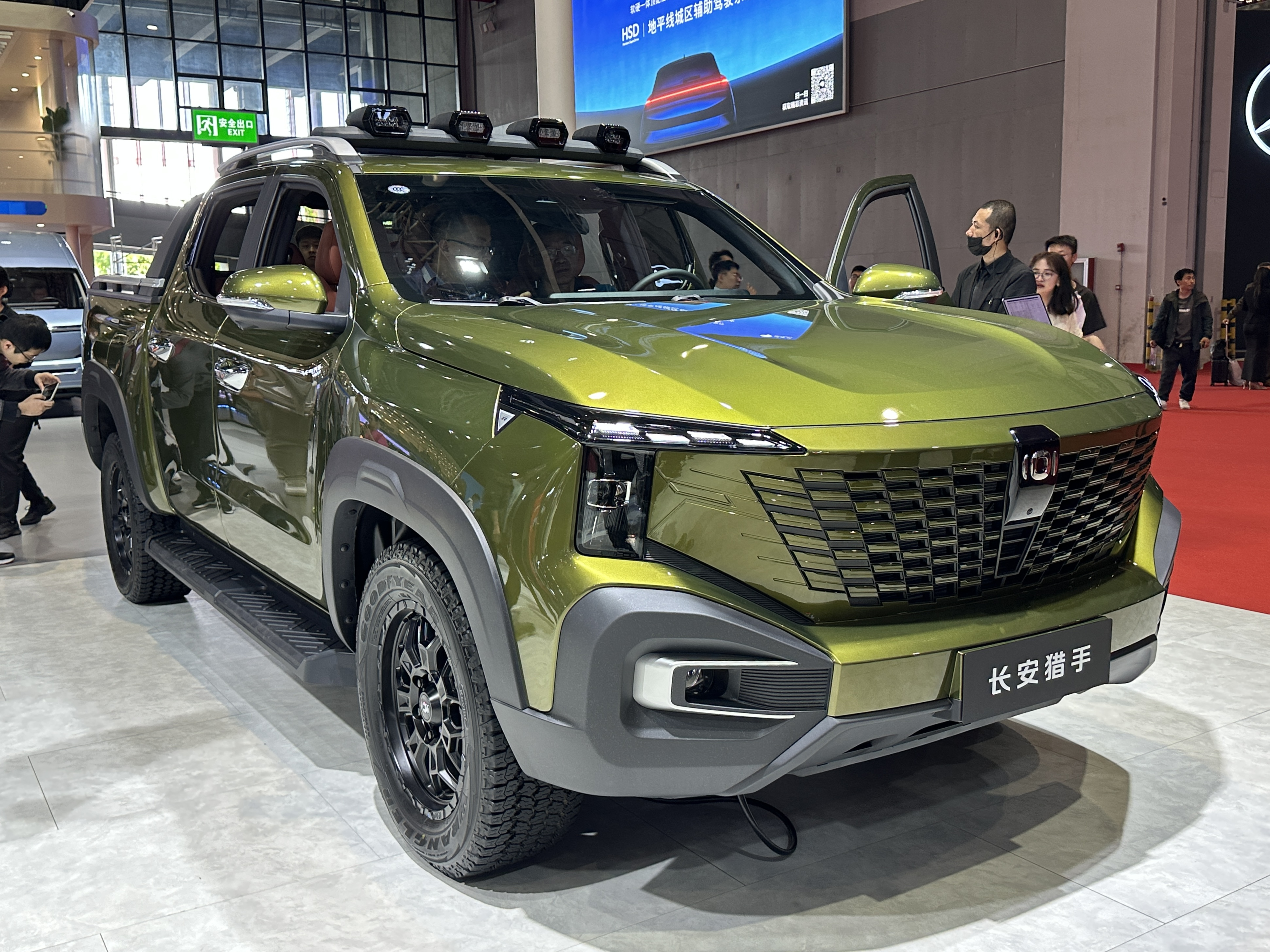
Nevo Hunter K50

Nevo (chiń. upr. 启源) – chiński producent elektrycznych i hybrydowych samochodów, z siedzibą w Chongqing, działający od 2023 roku. Należy do chińskiego koncernu Changan Automobile.

## Historia

### Początki
W styczniu 2023 podczas konferencji na temat planów produktowych koncernu Changan ujawniono, że planowane jest poszerzenie portfolio o nową markę skoncentrowaną na samochodach elektrycznych o roboczym kodzie OX. W kwietniu tego samego roku ujawniono jej oficjalną nazwę, Nevo, przy okazji czego w chińskim urzędzie patentowym zarejestrowano także pierwszy model - dużą, elektryczną limuzynę A07. Oficjalna rynkowa premiera wraz z inauguracją marki Nevo miała miejsce latem 2023 roku, a we wrześniu 2023 podczas Chengdu Auto Show podczas pierwszej prezentacji Nevo przed większą publicznością przedstawiono prototyp CD701 zwiastujący kolejny elektryczny model w ofercie.

### Rozbudowa oferty
Dynamiczna ofensywa rynkowa nowej marki koncernu Changan kontynuowana była jesienią 2023. Składającą się wstępnie z jednego, elektrycznego modelu opracowanego od podstaw dla Nevo poszerzono o konstrukcje hybrydowe będące jedynie odpowiednikami obecnych już na rynku, spalinowych konstrukcji macierzystego Changana. W październiku zadebiutował kompaktowy A05 i SUV Q05, a w listopadzie - kolejny kompaktowy model, A06. W styczniu 2024 pojawiły się pierwsze informacje o piątym modelu marki Nevo, tym razem ponownie elektrycznej konstrukcji zbudowanej bez wcześniejszego odpowiednika, crossovera E07.

## Modele samochodów

### Obecnie produkowane

#### Samochody osobowe
- A05
- A07

#### Crossovery i SUV-y
- Q05
- E07
- Q07

#### Pickupy
- Hunter K50

### Historyczne
- A06 (2023)

### Studyjne
- Nevo CD701 (2023)